# Romanówka (hromada Trembowla)
Romanówka (ukr. Романівка, Romaniwka) – wieś na Ukrainie, w obwodzie tarnopolskim, w rejonie tarnopolskim, w hromadzie Trembowla.

## Historia
W XVIII wieku należała do starostwa mogilnickiego, będącego własnością Skrzetuskich, później Starzeńskich.
W czasach galicyjskich należała do powiatu trembowelskiego, powiatu sądowego Bodzanów oraz do parafii rzymskokatolickiej i greckokatolickiej w Mogilnicy.
W drugiej połowie XIX w. właścicielem wsi był Bogdanowicz. 
W II Rzeczypospolitej wieś w powiecie trembowelskim w województwie tarnopolskim. W październiku 1944 nacjonaliści ukraińscy z OUN-UPA zamordowali tutaj 20 Polaków.
W czasie okupacji niemieckiej ukraińska mieszkanka wsi Maryna Stojanowska ukrywała Żyda Dowa Stauba, za co w 2014 roku Instytut Jad Waszem uhonorował ją tytułem Sprawiedliwej wśród Narodów Świata.
Do 2020 w rejonie trembowelskim.

## Ludzie urodzeni we wsi
- Mychajło Bojczuk (ukr. Миха́йло Льво́вич Бойчу́к; ur. 30 października 1882, zm. 13 lipca 1937 w Kijowie) – ukraiński malarz i taternik, twórca nowobizantyjskiej szkoły malarskiej, mąż Zofii Nalepińskiej, siostry pisarza Tadeusza Nalepińskiego. Jeden z przedstawicieli rozstrzelanego odrodzenia, starszy brat Tymka Bojczuka.
- Tymko Bojczuk (ur. 27 września 1896, zm. w marcu 1922 w Kijowie) – ukraiński malarz.
- Jarosława (Sława) Stećko (ukr. Ярослава (Слава) Йосипівна Стецько, właśc. Hanna Jewhenija Stećko z domu Muzyka[8] (ur. 14 maja 1920, zm. 12 marca 2003 w Monachium) – ukraińska działaczka nacjonalistyczna, wieloletnia przewodnicząca Organizacji Ukraińskich Nacjonalistów, żona Jarosława Stećki, byłego premiera rządu ukraińskiego utworzonego po proklamacji niepodległości Ukrainy we Lwowie 30 czerwca 1941[9].
- Jakub Schall – polski historyk i pedagog pochodzenia żydowskiego[10].